# Pigalle (cràter)
Pigalle és un cràter d'impacte en el planeta Mercuri de 153 km de diàmetre. Porta el nom de l'escultor francès Jean-Baptiste Pigalle (1714-1785), i el seu nom va ser aprovat per la Unió Astronòmica Internacional el 1976.